# Kotolampi
Kotolampi är en sjö i Kyrkslätts kommun i Finland.   Den ligger i landskapet Nyland, i den södra delen av landet, 30 km väster om huvudstaden Helsingfors. Kotolampi ligger 39 meter över havet. Den ligger vid sjön Humaljärvi. I omgivningarna runt Kotolampi växer i huvudsak blandskog. Arean är 2,1 hektar och strandlinjen är 0,71 kilometer lång. Sjön  ingår i Finska vikens kustområde. 